# Choctaw
Os Choctaw (na Língua Choctaw, Chahta) (lê-se Choctó)  são um grupo étnico Creek nativo da região sudeste dos Estados Unidos da América, principalmente os estados do Mississipi, Alabama e Louisiana, até serem forçados a se deslocarem para o oeste, até o chamado Território Indígena (atual Oklahoma).
Hoje, sua população está reduzida a apenas 160 mil, sendo que apenas nove mil pessoas ainda falam a sua língua, a língua choctaw. Eram uma das cinco tribos civilizadas.